# جوزيف ر. براون
جوزيف ر. براون (بالإنجليزية: Joseph R. Brown)‏ هو سياسي أمريكي، ولد في 5 يناير 1805، وتوفي في 9 نوفمبر 1870.